# Billy Campbell
Pour les articles homonymes, voir William Campbell et Campbell.
William Campbell, dit Billy Campbell, est un acteur américain, né le 7 juillet 1959 à Charlottesville, en Virginie.
Au cinéma, il est connu pour son rôle de Cliff Secord dans Les Aventures de Rocketeer de Joe Johnston et il joue le rôle de Quincey Morris dans Dracula de Francis Ford Coppola.
A la télévision, il joue le rôle de Jordan Collier dans la série Les 4 400 et il tient le rôle principal du   Détective John Cardinal dans la série Cardinal.

## Filmographie

### Cinéma
- 1982 : How Sleep the Brave de Lindsay Shonteff : Strickner
- 1989 : Call from Space de Richard Fleischer : un jeune homme
- 1990 : Checkered Flag de John Glen et Michael Levine : Tommy Trehearn
- 1991 : Les Aventures de Rocketeer (The Rocketeer) de Joe Johnston : Cliff Secord
- 1992 : Dracula (Bram Stoker's Dracula) de Francis Ford Coppola : Quincey Morris
- 1993 : Chassé-croisé (The Night We Never Met) de Warren Leight : Shep
- 1993 : Gettysburg de Ronald F. Maxwell : Lieutenant Pitzer
- 1994 : Dickwad (court métrage) de Jeff Celentano : Chet
- 1995 : Paradis d'enfer (en) (Under the Hula Moon) de Jeff Celentano : Marvin
- 1996 : Menno's Mind (en) de Jon Kroll (en) : Menno
- 1996 : Lover's Knot de Peter Shaner : Steve Hunter
- 1997 : Elissa (court métrage) de Jeff Celentano : Will
- 1997 : Last Chance Love d'Ankie Lau : Robert
- 1998 : The Brylcreem Boys (en) de Terence Ryan : Miles Keogh
- 2001 : The Rising Place de Tom Rice : Streete Wilder
- 2002 : Plus jamais (Enough) de Michael Apted : Mitch Hiller
- 2003 : Gods and Generals cde Ronald F. Maxwell : Major Général George Pickett
- 2008 : La Ville fantôme (Ghost Town) de David Koepp : Richard
- 2013 : Copperhead de Ronald F. Maxwell : Abner Beech
- 2022 : Troll de Roar Uthaug : Dr David Secord
- 2025 : Souviens-toi… l'été dernier (I Know What You Did Last Summer) de Jennifer Kaytin Robinson : Grant Spencer
- 2025 : Trust de Carlson Young

### Séries télévisées
- 1973 : The Rookies : Gordan (saison 1, épisode 20)
- 1984 : Sacrée Famille : Lyle (saison 3, épisode 8)
- 1984-1985 : Dynastie : Luke Fuller (20 épisodes)
- 1986 : Dream West : Lieutenant Gaines
- 1986-1988 : Les Incorruptibles de Chicago (Crime Story) : Détective Joey Indeli (5 épisodes)
- 1988 : Star Trek : La Nouvelle Génération : Capitaine Thadiun Okona (saison 2, épisode 4 : Okona le magnifique)
- 1989 : CBS Summer Playhouse : Wayne (Saison 3 épisode 8)
- 1993 : Les Chroniques de San Francisco (Tales of the City) : Dr. Jon Philip Fielding
- 1993 : Coup de foudre à Miami (Moon Over Miami) : Walter Tatum (5 épisodes)
- 1997 : Une fille à scandales (The Naked Truth) : Luke (saison 2, épisode 5)
- 1997 : Les Nouvelles Aventures de Mowgli (Mowgli: The New Adventures of the Jungle Book) : Harrison
- 1998 : Frasier : Dr. Clint Webber (saison 5, épisode 17)
- 1998 : Les Chroniques de San Francisco II (More Tales of the City) (mini-série télévisée)) : Dr. Jon Philip Fielding
- 1999 : La Loi du colt (Dead Man's Gun) : John Slattery (saison 2, épisode 13)
- 1999-2002 : Deuxième Chance (Once and Again) : Rick Sammler (63 épisodes)
- 2001 : Chroniques de San Francisco (Further Tales of the City) : Dr. Jon Philip Fielding
- 2003 : The Practice : Bobby Donnell et Associés (The Practice) : Tom Bartos (saison 7, épisode 22)
- 2004 : New York, unité spéciale (Law and Order: Special Victims Unit) : Ron Polikoff (saison 6, épisode 8)
- 2004-2006 : Les 4 400 (The 4 400) : Jordan Collier (29 épisodes)
- 2005 : Newport Beach (The O.C.) : Carter Buckley (7 épisodes)
- 2007-2008 : Shark : Wayne Callison (3 épisodes)
- 2010 : Melrose Place : Nouvelle Génération : Ben, petit ami d'Amanda (saison 1, épisodes 13 et 14)
- 2011 : The Killing : Darren Richmond
- 2014 : Helix : Dr Alan Farragut
- 2017: Modus : Dale Taylor (saison 2)
- 2017-2020 : Cardinal : Det John Cardinal
- 2019-2020 : The Rocketeer (série d'animation) : Dave Seecord, The Rocketeer (voix)
- 2021 : Something Undone : Pasteur Cape
- 2022 : Ammo : Billy Edwards
- 2022 : Star Trek: Prodigy (série d'animation) : Thadiun Okona (voix)
- 2023 : FBI : Détective Jack Lombardo
- 2024 : Mr. et Mrs. Smith (Mr. & Mrs. Smith) (série TV) : Parker

### Téléfilms
- 1985 : First Steps : Dwayne
- 1994 : Golden Gate: Umpire
- 1995 : Out There : Delbert Mosley
- 1996 : The Cold Equations : Lieutenant John Barton (+ coproducteur exécutif)
- 1997 : Automatic Avenue
- 1998 : Monday After the Miracle : John Macy
- 1998 : Max Q (en) : Clay Jarvis
- 2000 : Au commencement... (In the beginning) : Moïse
- 2003 : The Stranger Beside Me : Ted Bundy
- 2008 : Le Défi de Kylie (The Circuit) : Al Shines
- 2009 : Meteor : Le Chemin de la destruction : le détective Jack Crowe [1]
- 2014 : Lizzie Borden a-t-elle tué ses parents ? (Lizzie Borden Took an Ax) : Andrew Jennings

## Distinctions

### Récompense
- 2000 : People's Choice Award pour la Meilleure Performance Masculine dans une nouvelle série télévisée avec la série Deuxième Chance

### Nominations
- 2000 : nommé au Golden Globe pour la Meilleure Performance Masculine dans une série télévisée dramatique avec la série Deuxième Chance
- 2000 : nommé au TV Guide Award pour le Meilleur Acteur dans une nouvelle série dans Deuxième Chance
- 2002 : nommé au Golden Satellite Award pour meilleure performance dans un second rôle dans Chroniques de San Francisco (Further Tales of the City)

## Voix francophones
En France
| - Emmanuel Jacomy dans : - Deuxième Chance (série télévisée) - Les 4400 (série télévisée) - Newport Beach (série télévisée) - Shark (série télévisée) - La Ville fantôme - Melrose Place : Nouvelle Génération (série télévisée) - The Killing (série télévisée) - Cardinal (série télévisée) - Modus (série télévisée) - Philippe Vincent dans (les séries télévisées) : - Star Trek : La Nouvelle Génération - Mr. et Mrs. Smith - Bernard Gabay dans : - Les Aventures de Rocketeer - Dracula | Et aussi - Maurice Sarfati dans Dynastie, (série télévisée) - Mathieu Rivolier dans Les Incorruptibles de Chicago, (série télévisée) - Bernard Lanneau dans Les Chroniques de San Francisco (série télévisée) - Lionel Melet dans Frasier (série télévisée) - Bruno Choël dans Plus jamais - Georges Caudron dans The Practice : Donnell et Associés (série télévisée) - Gabriel Le Doze dans Century City (série télévisée) - Maurice Decoster dans New York, unité spéciale, (série télévisée) - Olivier Rodier dans Eureka (série télévisée) - Philippe Résimont dans Helix (série télévisée) - Patrick Mancini dans Lizzie Borden a-t-elle tué ses parents ? (téléfilm) - Stefan Godin dans FBI (série télévisée) - Éric Peter dans Souviens-toi… l'été dernier |